# Sabchat Arjana
Sabchat Arjana (fr. Sebkhet er Riana) – sebha w Tunezji. Leży na północ od Tunisu i Kartaginy.